# 수학 계보 프로젝트
수학 계보 프로젝트(Mathematics Genealogy Project)는 수학자들의 학문 계보를 위한 웹 기반 데이터베이스이다. 2017년 3월 기준으로 연구 수준의 수학에 기여한 수리과학자들 210,000명 이상의 정보가 포함되었다. 보통의 수학자에게 주어지는 이 프로젝트의 기입란으로는 졸업연도, 모교, 박사과정 지도교수, 박사과정 지도 학생들의 정보가 포함된다.

## 데이터베이스의 기원
이 프로젝트는 설립자 해리 쿤스가 그의 지도교수를 지도한 지도교수의 이름을 알고자 하는 바람으로 일구어냈다. 쿤스는 프로젝트 설립 당시 미네소타 주립 만카모 대학교의 수학 교수였으며, 이 프로젝트는 1997년 가을에 온라인화되었다. 쿤스는 1999년 만카토에서 은퇴하여 2002년 가을 대학교는 이 프로젝트를 더 이상 지원하지 않기로 결정하였다. 이 프로젝트는 당시 노스다코타 주립 대학교로 이관되었다. 2003년 이후로 이 프로젝트는 미국 수학회의 지원을 받아 운영되고 있으며 2005년에는 클레이 수학연구소로부터 보조금을 받았다.